# Чикайя, Андре
Андре Чикайя (фр. André Tchicaya; род. 28 апреля 1976) — конголезский шоссейный велогонщик.

## Карьера
В период с 2012 по 2018 год в рамках Африканского тура UCI стартовал на Туре Камеруна, Гран-при Шанталь Бийя и Туре Кот-д’Ивуара. А также на Туре Бенина национального уровня.
В 2015 году принял участие в Африканских играх 2015, проходивших в Браззавиле (Республика Конго), где выступил в двух гонках. Сначала в индивидуальной гонке в которой занял 38 место, уступив победителю Мерону Тешоме (Эритрея) почти 3 минуты. гонках. А затем в групповой гонке, но не смог финишировать.
В 2018 году стал чемпионом Республики Конго в групповой и индивидуальной гонке.

## Достижения
2018
 Чемпион Республики Конго — групповая гонка
 Чемпион Республики Конго — индивидуальная гонка